# Niszczyciele typu Battle
Niszczyciele typu Battle – typ dwudziestu sześciu niszczycieli, których budowa rozpoczęła się w trakcie II wojny światowej, służących w brytyjskiej Royal Navy oraz australijskiej Royal Australian Navy. Pierwszy okręt tego typu (HMS „Barfleur”) trafił do służby w 1944 roku, a ostatni (HMS „Matapan”) został z niej wycofany w 1978 roku.

## Okręty

### Royal Navy

#### Podtyp 1942
| Nr | Nazwa            | Nr burtowy | Stocznia        | Zwodowany | Wykończony | Los                              |
| -- | ---------------- | ---------- | --------------- | --------- | ---------- | -------------------------------- |
| 3  | HMS „Armada”     | D14        | Hawthorn Leslie | 12.1943   | 07.1945    | sprzedany na złom w 1965 r.      |
| 1  | HMS „Barfleur”   | D80        | Swan Hunter     | 11.1943   | 09.1944    | sprzedany na złom w 1965 r.      |
| 10 | HMS „Cadiz”      | D79        | Fairfield       | 09.1943   | 04.1946    | od 1957 r. pakistański „Khaibar” |
| 2  | HMS „Camperdown” | D32        | Fairfield       | 02.1944   | 06.1945    | rozebrany w latach 1966-67       |
| 6  | HMS „Finisterre” | D55        | Fairfield       | 06.1944   | 09.1945    | sprzedany na złom w 1965 r.      |
| 17 | HMS „Gabbard”    | D47        | Swan Hunter     | 03.1945   | 12.1946    | od 1957 r. pakistański „Badr”    |
| 11 | HMS „Gravelines” | D24        | Cammel Laird    | 11.1944   | 06.1946    | sprzedany na złom w 1961 r.      |
| 5  | HMS „Hogue”      | D74        | Cammel Laird    | 04.1944   | 07.1945    | sprzedany na złom w 1961 r.      |
| 8  | HMS „Lagos”      | D44        | Cammel Laird    | 08.1944   | 11.1945    | rozebrany w latach 1966-67       |
| 12 | HMS „St. James”  | D65        | Fairfield       | 06.1945   | 07.1946    | sprzedany na złom w 1961 r.      |
| 9  | HMS „St. Kitts”  | D18        | Swan Hunter     | 10.1944   | 01.1946    | sprzedany na złom w 1961 r.      |
| 13 | HMS „Saintes”    | D84        | Hawthorn Leslie | 07.1944   | 09.1946    | rozebrany w 1970 r.              |
| 14 | HMS „Sluys”      | D60        | Cammel Laird    | 02.1944   | 09.1946    | od 1970 r. irański „Artemiz”     |
| 7  | HMS „Sole Bay”   | D70        | Hawthorn Leslie | 01.1944   | 10.1945    | rozebrany w latach 1966-67       |
| 4  | HMS „Trafalgar”  | D77        | Swan Hunter     | 01.1944   | 07.1945    | rozebrany w latach 1966-67       |
| 16 | HMS „Vigo”       | D31        | Fairfield       | 09.1945   | 12.1946    | sprzedany na złom w 1964 r.      |

#### Podtyp 1943
| Nr | Nazwa           | Nr burtowy | Stocznia          | Zwodowany | Wykończony | Los                         |
| -- | --------------- | ---------- | ----------------- | --------- | ---------- | --------------------------- |
| 22 | HMS „Agincourt” | D86        | Hawthorn Leslie   | 01.1945   | 06.1947    | rozebrany w 1970 r.         |
| 19 | HMS „Aisne”     | D22        | Vickers-Armstrong | 05.1945   | 03.1947    | sprzedany na złom w 1970 r. |
| 24 | HMS „Alamein”   | D17        | Hawthorn Leslie   | 05.1945   | 05.1948    | sprzedany na złom w 1965 r. |
| 18 | HMS „Barrosa”   | D68        | Clydebank         | 01.1945   | 02.1947    | rozebrany w 1970 r.         |
| 21 | HMS „Corunna”   | D97        | Swan Hunter       | 05.1945   | 06.1947    | rozebrany w 1970 r.         |
| 15 | HMS „Dunkirk”   | D09        | Alexander Stephen | 08.1945   | 11.1946    | sprzedany na złom w 1965 r. |
| 20 | HMS „Jutland”   | D62        | Alexander Stephen | 02.1946   | 03.1947    | sprzedany na złom w 1965 r. |
| 23 | HMS „Matapan”   | D43        | Clydebank         | 04.1945   | 09.1947    | przebudowa, okręt badawczy  |

### Royal Australian Navy
| Nr | Nazwa         | Nr burtowy | Stocznia     | Zwodowany | Wykończony | Los                                 |
| -- | ------------- | ---------- | ------------ | --------- | ---------- | ----------------------------------- |
| 26 | HMAS „Anzac”  | D59        | Williamstown | 08.1948   | 03.1951    | częściowo rozbrojony, okręt szkolny |
| 25 | HMAS „Tobruk” | D37        | Cockatoo     | 12.1947   | 05.1950    | w rezerwie od 1960 r.               |